# Digital asset management
Il digital asset management (DAM) è il sistema integrato per la gestione strategica centralizzata dei contenuti. È il software che consente di creare, organizzare e distribuire i contenuti su differenti canali come ad esempio siti web e applicazioni, e aumenta l’efficacia della comunicazione.

## Caratteristiche di un digital asset management

### Organizzazione
Un sistema di digital asset management è utilizzato per centralizzare e organizzare le risorse in un’unica libreria di facile accesso. Sfrutta le funzionalità di ricerca, scaricamento e condivisione per garantire che le risorse siano adeguatamente sfruttate da dipendenti, agenzie e partner.

### Ricerca
Il digital asset management aiuta a trovare la risorsa giusta in breve tempo perché ci sono tre caratteristiche principali che rendono le risorse facilmente individuabili:
1. le parole chiave, parole e frasi usate per descrivere la risorse che si è caricata nel sistema.
2. I metadata, utilizzati per descrivere altre importanti informazioni sulle risorse, come ad esempio la data di creazione, il nome del fotografo e il nome del file.
3. le categorie, rendono la libreria più “navigabile”, in quanto consente di fare clic su cartelle multilivello per trovare le risorse che si stanno cercando.

### Download
Ogni risorsa memorizzata nel digital asset management è preziosa e strategica se può essere usata. Un sistema Digital Asset Management semplifica il download delle risorse digitali, nel formato e nella risoluzione necessaria, ready to use, per l’uso su carta o web.

### Collaborazione
Un sistema digital asset management consente di condividere facilmente i file in diversi modi:
- Email: la forma più comune di condivisione delle risorse è l’invio di un link a una galleria online o un file zip scaricabile.
- Lightbox: molte aziende utilizzano la funzione lightbox, che consente di aggregare le risorse di diverse categorie in cartelle specifiche basate su progetti. Da lì, è facile condividere i lightbox con chiunque ne abbia bisogno.

### Workflow
Le risorse digitali in genere hanno un ciclo di vita, che può includere vari stati come creazione, approvazione, live, archiviazione ed eliminazione. Molti sistemi consentono la creazione di flussi di lavoro personalizzati, modellando diversi cicli di vita delle risorse in base al loro utilizzo all'interno dell'organizzazione.

### Controllo della versione e cronologia
Quando viene modificata un’immagine o qualsiasi materiale di marketing, è necessario assicurarsi che in futuro sia utilizzata la versione corretta della risorsa (oppure, quando vengono apportate delle modifiche sbagliate, è necessario tornare a una versione precedente). Il salvataggio e il monitoraggio di una cronologia delle versioni precedenti e la possibilità di ripristinare una risorsa precedente in qualsiasi momento è un’altra delle caratteristiche dei sistemi di Digital Asset Management

### Controllo di accesso
Un sistema digital asset management offre agli amministratori la possibilità di monitorare chi utilizza, condivide e modifica i contenuti all’interno del sistema.
Non è necessario che tutti abbiano le stesse autorizzazioni di visualizzazione e di download. Una caratteristica chiave che differenzia il sistema di Digital Asset Management da altri sistemi di archiviazione è proprio la sua struttura di controllo degli accessi.